# Shenphen Rinpoche

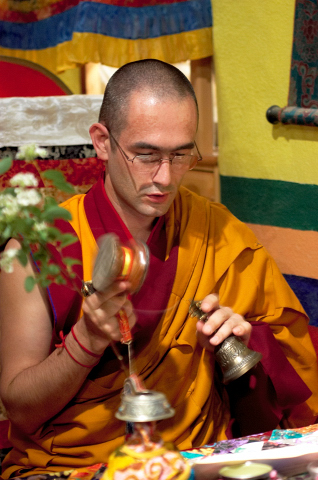
Shenphen Rinpoche 2005

Lama Shenphen Rinpoche (wylie: bla ma gzhan phan rin po che; auch: Lama Gendün Rabgye Tulku, wylie: bla ma dge 'dun rab rgyas sprul sku; * 10. Januar 1969 in Frankreich) ist ein buddhistischer Lehrer (Lama) der Tradition des tibetischen Buddhismus. Im Alter von 16 Jahren nahm er die buddhistische Zuflucht bei Lama Gendün Rinpoche und legte kurz darauf vor Lama Zopa Rinpoche die Mönchsgelübde ab. Die vollständige Ordination erfolgte einige Zeit später durch den 14. Dalai Lama in Indien. In der Folge bestätigten verschiedene Lamas, dass er die Wiedergeburt (Tulku) des Lama Gendün Rabgye vom Kharnang Kloster in Kham (Tibet) sei. Daher trägt Lama Shenphen seit seiner Inthronisation als einer von wenigen im Westen geborenen Menschen den Titel Rinpoche. Außerdem ist Lama Shenphen Rinpoche einer der Lamas der buddhistischen Klosteruniversität Sera Je in Südindien.

## Leben
Lama Shenphen Rinpoches erster Lehrer war der Gelug-Meister Khensur Geshe Tegchok Rinpoche. Andere bedeutende Lehrer waren Lama Thubten Zopa Rinpoche, der XIV. Dalai-Lama, Gomo Tulku sowie Lama Gendün Rinpoche (Kagyü) und Dilgo Khyentse Rinpoche (Nyingma).

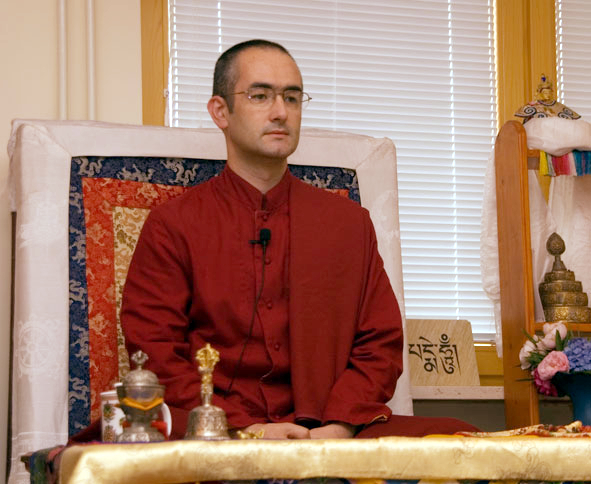
Lama Shenphen Rinpoche 2007

Sehr früh wurde Lama Shenpen Rinpoche ersucht zu lehren, was er seit 1986 tut. Nach einigen Jahren im Kloster absolvierte er eine medizinische Ausbildung in Paris (Faculté Libre des Sciences de la Santé) und befasste sich in der Folge über fünf Jahre lang mit humanitären Aktivitäten hauptsächlich in Indien, Nepal und Russland (für Straßenkinder). Er gründete dafür die AMCHI Gesellschaft zur Unterstützung der Organisation von Hilfsmissionen.
Auf Wunsch von Lama Zopa Rinpoche, dem spirituellen Leiter der Foundation for the Preservation of the Mahayana Tradition FPMT, war Shenphen Rinpoche von 1998 bis 2001 der Leiter eines Retreatzentrums in Griechenland. Im Jahr 2000 gründete er die Buddhistische Kongregation Dharmaling als Dachorganisation für seine Aktivitäten. 2001 und 2002 lebte Shenphen in Spanien und gründete dort ein buddhistisches Zentrum. Seit 2002 lebt er dauerhaft in Slowenien, wo er den landesweit ersten buddhistischen Tempel mit einem umfassenden Programm an Belehrungen und Praxis gegründet hat. Zu Vorträgen reist er regelmäßig nach Ungarn, Österreich, Frankreich, Rumänien und Russland.
Lama Shenphen Rinpoche wendet eine Methode an, in der Mantras und Meditationen verwendet werden, um Menschen bei psychischen und physischen Problemen zu helfen.

## Tradition
Lama Shenphen Rinpoche ist traditionell geschult und hat in Dharamsala und im Sera-Je Kloster (Indien), aber auch im Kharnang Kloster (Tibet) Übertragungen von verschiedenen Meistern der tibetischen buddhistischen Tradition empfangen. Er zielt darauf ab einen Buddhismus zu lehren, der von kulturellen Imprägnierungen aus Tibet befreit ist und über die verschiedenen Beschränkung hinausgeht, die mit den bildungsmäßigen und politischen Wurzeln der tibetischen Gesellschaft und der Differenzierung in Schulen (Nyingma, Sakya, Kagyu, Gelug) einhergehen.
Rinpoche fördert einen Buddhismus, der stärker in die Gesellschaft eingebunden ist und der Allgemeinheit mehr Leistungen bietet (Besuche im Krankenhaus, Erziehung in der Schule etc.), um den Dharma im täglichen Leben anzuwenden.
Rinpoche überlegt daher seit Jahren, wie die Übertragungslinie des tibetischen Buddhismus – ohne sie zu verschlechtern – an den Westen angepasst werden kann. Diese Adaptierung schließt auch die Kleidung mit ein; Rinpoche denkt beispielsweise an eine »westliche« Ausführung der buddhistischen Roben.

## Veröffentlichungen
Einige seiner Belehrungen wurden verschriftlicht und sind auf der Darmaling-Website erhältlich, vor allem auf Englisch, aber auch Ungarisch, Französisch und Slowenisch.